# 出雲晶子
出雲 晶子（いずも あきこ、1962年1月13日 - ）は、日本の天文民俗学研究家。元プラネタリウム解説員で、天文普及に関する著作で知られる。

## 人物
東京都田無市（現・西東京市）生まれ、神奈川県茅ヶ崎市育ち。神奈川県立鎌倉高等学校、東京学芸大学教育学部理科地学科卒業。大学卒業後、財団法人横浜市青少年科学普及協会に就職、横浜こども科学館でプラネタリウムの投影や広報に携わり、2004年からは科学工作教室を担当。2008年に退職し、以後フリーで活動。書籍の執筆、星空案内人認定講座の講師などを手がける。
2013年10月16日現在、宇宙作家クラブのメンバーである。

## 著書

### 単著
- 『夏の星座と神話』ポプラ社 <ポプラ社学習文庫>、1986年
- 『星座を見つける』渡部潤一 監修、スカイウォッチャー編集部 編、立風書房 <はじめての天文シリーズ>、1998年、ISBN 4-651-74531-8。
- 『あの星はなにに見える？』白水社 <地球のカタチ>、2008年、ISBN 978-4-560-03181-0。
- 『星の文化史事典』白水社、2012年、ISBN 978-4-560-08198-3。

### 共著
- 渡部潤一・出雲晶子 指導・執筆、牛山俊男 ほか撮影『星と星座』小学館 <小学館の図鑑NEO>、2003年、ISBN 4-09-217208-7。

### 訳書
- S・ローゼン 著、D・リンドバーグ 絵『星までどのくらいあるの？』あかね書房 <宇宙のなぜ？どうして？>、1994年、ISBN 4-251-08233-8。
- S・ローゼン 著、D・リンドバーグ 絵『天の川にいくにはどうするの？』あかね書房 <宇宙のなぜ？どうして？>、1994年、ISBN 4-251-08235-4。

### 監修
- DK、同朋舎出版編集部 編『宇宙』同朋舎出版 <ビジュアルディクショナリー>、1994年、ISBN 4-8104-1830-8。